# TOI-700 e
TOI-700 e là ngoại hành tinh nằm thứ hai từ ngoài vào của TOI-700, một ngôi sao lùn đỏ trong chòm sao Kiếm Ngư, cách Trái Đất 101,4 năm ánh sáng.

## Sao chủ
TOI-700 là một ngôi sao lùn đỏ thuộc loại M, có khối lượng và bán kính bằng 40%, nhiệt độ xấp xỉ 50% Mặt Trời. Ngôi sao này có độ sáng thấp và mức hoạt động yếu. Trong 11 sector do TESS quan sát, nó không hề biểu thị một lóe ánh sáng trắng nào. Tốc độ quay thấp cũng là một chỉ dấu cho mức hoạt động yếu của ngôi sao này.

## Quỹ đạo
TOI-700 e quay quanh sao chủ trong 27,8 ngày, tương đồng với quỹ đạo dài 27,3 ngày Trái Đất của Mặt Trăng. Bán kính quỹ đạo của hành tinh vào khoảng 0,134 AU (hay 20 triệu km), nhỏ hơn một nửa so với quỹ đạo quay quanh Mặt Trời của Sao Thủy. Hành tinh này nhận vào khoảng 130% lượng ánh sáng từ sao chủ so với Trái Đất. TOI-700 e gần với cộng hưởng quỹ đạo 4:7 với TOI-700 c và 4:3 với TOI-700 d.

## Phát hiện
| Trái Đất | TOI-700 e |
| -------- | --------- |
| Trái Đất | TOI-700 e |

Tháng 11 năm 2021, hành tinh thứ tư trong hệ TOI-700, có kích cỡ tương tự Trái Đất và nhận xấp xỉ 130% lượng ánh sáng từ sao chủ so với Địa Cầu, đã được tìm thấy ở rìa bên trong của vùng ở được xung quanh ngôi sao. Tháng 1 năm 2023, sự tồn tại của hành tinh, được định danh là TOI-700 e, đã được xác nhận.
Được phát hiện bởi Kính viễn vọng không gian TESS vào năm 2023, TOI-700 e là ngoại hành tinh đất đá được NASA tuyên bố là hành tinh "kiểu Trái Đất", với bán kính bằng 95% so với Địa Cầu. Nó có khối lượng bằng 0,818 lần Trái Đất và mất 27,8 ngày để hoàn thành một vòng quanh sao chủ. TOI-700 e nằm trong vùng ở được của ngôi sao loại M TOI-700, do đó những nhà khoa học tại NASA tin rằng nước lỏng có khả năng tồn tại trên bề mặt của hành tinh này. Sở hữu kích thước 10% nhỏ hơn so với hàng xóm của nó là TOI-700 d, cả hai đều nằm trong vùng ở được của sao chủ, tuy nhiên, TESS vẫn cần một năm nữa để thu thập thêm dữ liệu về các ngoại hành tinh này. Là một trong số ít những hành tinh nằm trong vùng ở được đã được biết đến, việc tiếp tục nghiên cứu và thu thập dữ liệu về hệ TOI-700 đóng vai trò quan trọng đối với sự hiểu biết về các hành tinh kiểu Trái Đất.